# Aguilar de Codés
Aguilar de Codés è un comune spagnolo di 108 abitanti situato nella comunità autonoma della Navarra.